# 안산원곡초등학교
안산원곡초등학교(安山元谷初等學校)는 대한민국 경기도 안산시에 있는 공립 초등학교이다.

## 연혁
- 1955년 6월 1일 : 풍곡국민학교로 개교
- 1980년 3월 1일 : 원곡국민학교로 변경
- 1980년 4월 15일 : 신축교사로 이전
- 1996년 3월 1일 : 안산원곡초등학교로 변경